# Nazionale olimpica di calcio della Jugoslavia
La Nazionale olimpica jugoslava di calcio è stata la rappresentativa calcistica della Jugoslavia che rappresentava l'omonimo stato ai Giochi olimpici. Vinse l'oro alle olimpiadi del 1960.

## Statistiche dettagliate sui tornei internazionali

### Giochi olimpici
| Anno | Luogo             | Piazzamento     | V | N | P | Gol   |
| ---- | ----------------- | --------------- | - | - | - | ----- |
| 1952 | Helsinki          | Argento         | 3 | 1 | 1 | 26:13 |
| 1956 | Melbourne         | Argento         | 2 | 0 | 1 | 13:3  |
| 1960 | Roma              | Oro             | 3 | 2 | 0 | 17:6  |
| 1964 | Tokyo             | Sesto posto     | 1 | 0 | 2 | 8:8   |
| 1968 | Città del Messico | Ritirata        | - | - | - | -     |
| 1972 | Monaco di Baviera | Non qualificata | - | - | - | -     |
| 1976 | Montréal          | Non qualificata | - | - | - | -     |
| 1980 | Mosca             | Quarto posto    | 3 | 1 | 2 | 9:7   |
| 1984 | Los Angeles       | Bronzo          | 5 | 0 | 1 | 16:10 |
| 1988 | Seul              | Primo turno     | 1 | 0 | 2 | 4:4   |
| 1992 | Barcellona        | Non qualificata | - | - | - | -     |

## Palmarès
- Torneo Olimpico: 1

Roma 1960
- Argento olimpico: 2

Helsinki 1952, Melbourne 1956
- Bronzo olimpico: 1

Los Angeles 1984

## Tutte le rose

### Giochi olimpici
Calcio ai Giochi Olimpici Estivi 19521 Beara, 2 Stanković, 3 Crnković, 4 Čajkovski, 5 Horvat, 6 Boškov, 7 Ognjanov, 8 Mitić, 9 Vukas, 10 Bobek, 11 Zebec, 12 Cvetković, 13 Čolić, 14 Luštica, 15 Diskić, 16 Rajkov, 17 Čonč, 18 Firm, CT: Arsenijević
Calcio ai Giochi Olimpici Estivi 19561 Radenković, 2 Koščak, 3 Radović, 4 Krstić, 5 Šantek, 6 Radiljević, 7 Lipošinović, 8 Mujić, 9 Papec, 10 Veselinović, 11 Šekularac, 12 Vidinić, 13 Biogradlić, 14 Popović, 15 Spajić, 16 Antić, 17 Vidošević, CT: Ćirić
Calcio ai Giochi Olimpici Estivi 1960P Šoškić, P Vidinić, D Durković, D Jusufi, D Žanetić, C Bego, C Kozlina, C Nikolić, C Perušić, C Roganović, C Sombolac, A Anković, A Galić, A Knez, A Kostić, A Maravić, A Matuš, A Takač, CT: Tirnanić
Calcio ai Giochi Olimpici Estivi 19641 Ćurković, 2 Fazlagić, 3 Vujović, 4 Belin, 5 Čop, 6 Miladinović, 7 Samardžić, 8 Zambata, 9 Osim, 10 Lemić, 11 Džajić, 12 Škorić, 13 Jevtić, 14 Radović, 15 Brnčić, 16 Pavlić, 17 Pirmajer, 18 Takač, CT: Lovrić
Calcio ai Giochi Olimpici Estivi 19801 Pantelić, 2 Cukrov, 3 Gudelj, 4 Hrstić, 5 Jovin, 6 Klinčarski, 7 Krstičević, 8 Šećerbegović, 9 Matijević, 10 Miročević, 11 Pešić, 12 Ivković, 13 Primorac, 14 Repčić, 15 Šestić, 16 Zl. Vujović, 17 Zo. Vujović, CT: Toplak
Calcio ai Giochi Olimpici Estivi 19841 Pudar, 2 Čapljić, 3 Baljić, 4 Katanec, 5 Elsner, 6 Radanović, 7 Smajić, 8 Gračan, 9 Đurovski, 10 Baždarević, 11 Cvetković, 12 Ivković, 13 Nikolić, 14 Deverić, 15 Miljuš, 16 Stojković, 17 Mrkela, CT: Toplak
Calcio ai Giochi Olimpici Estivi 19881 Leković, 2 Stanojković, 3 Spasić, 4 Katanec, 5 Jozić, 6 Brnović, 7 Šabanadžović, 8 Savevski, 9 Barbarić, 10 Stojković, 11 Milošević, 12 Stojanović, 13 Milinković, 14 Šuker, 15 Tuce, 16 Đukić, 17 Mihić, 18 Jakšić, CT: Osim
NOTA: Per le informazioni sulle rose precedenti al 1952 visionare la pagina della Nazionale maggiore.